# 沃洛德米羅-巴甫利夫卡
47°39′0″N 32°20′34″E / 47.65000°N 32.34278°E
沃洛德米羅-巴甫利夫卡（烏克蘭語：Володимиро-Павлівка）是位於烏克蘭南部的村莊，由尼古拉耶夫州巴什坦卡區的索菲伊夫卡市鎮負責管轄。該村面積0.4平方公里，海拔高度33米，2001年人口96，人口密度每平方公里240人。